# Josenii Bârgăului
Josenii Bârgăului é uma comuna romena localizada no distrito de Bistrița-Năsăud, na região histórica da Transilvânia. A comuna possui uma área de 50.22 km² e sua população era de 5214 habitantes segundo o censo de 2007.